# Mitterberg

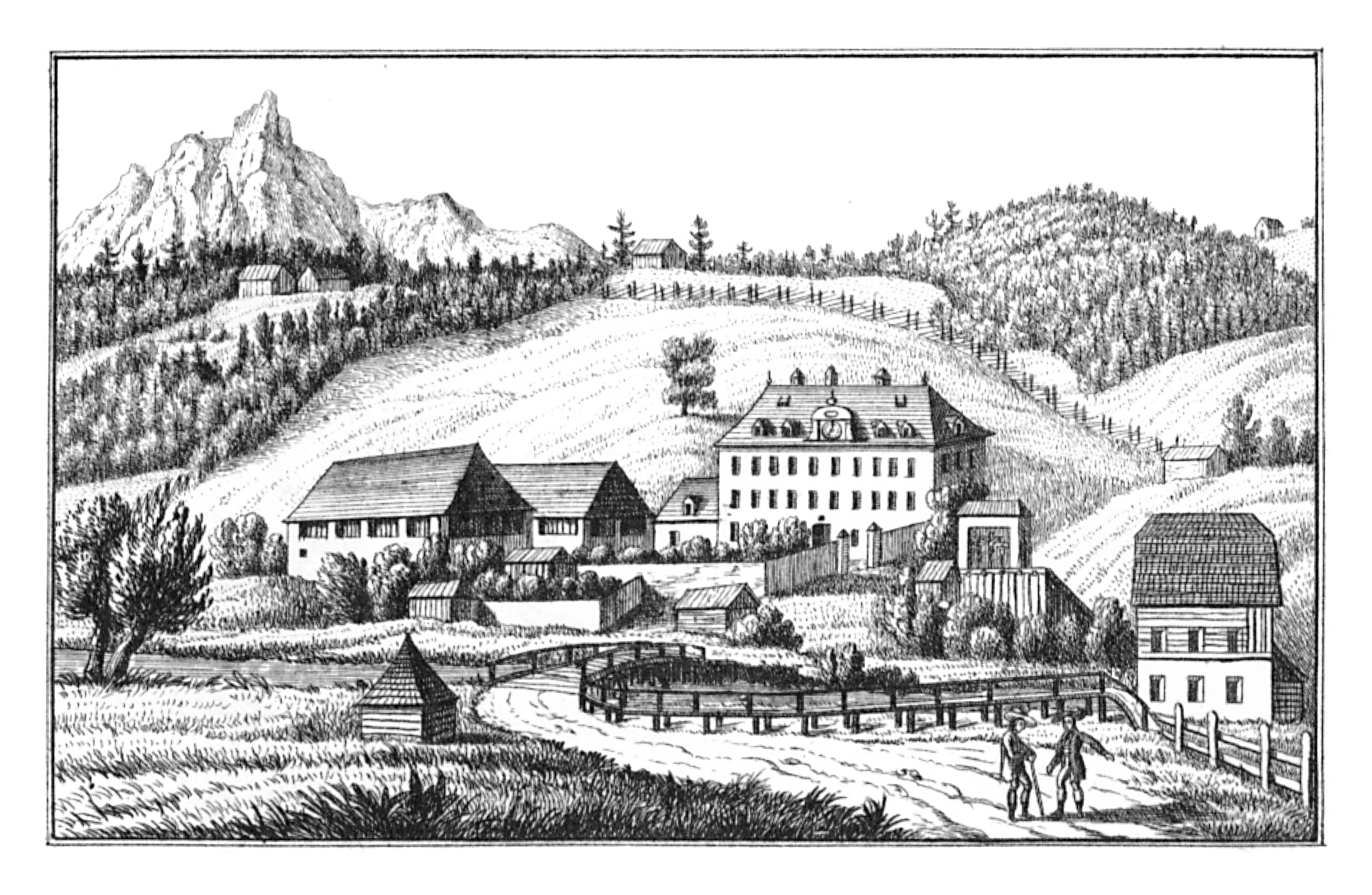
Castell de Gstatt a Mitterberg, S. Kölbl, litografia de 1830

Mitterberg és un antic municipi que des de l'any 2015 està integrat, junt amb Sankt Martin am Grimming, al nou municipi de Mitterberg-Sankt Martin.
Es troba dins del districte de Liezen a Estíria, Àustria. A una altitud de 709 m i tenia 11150 habitants (2013).